# Estadio Iberoamericano 2010
Estadio Iberoamericano 2010 (dawniej Estadio Bahía Sur) – wielofunkcyjny stadion w San Fernando, w Hiszpanii. Został otwarty 22 listopada 1992 roku. Może pomieścić 8000 widzów. Swoje spotkania rozgrywają na nim piłkarze klubu San Fernando CD. Obiekt był główną areną lekkoatletycznych Mistrzostw Ibero-Amerykańskich 2010. Na stadionie odbywały się również spotkania piłkarskich reprezentacji narodowych.